# Rodezeejuffertje
Het rodezeejuffertje (Dascyllus marginatus) is een straalvinnige vissensoort uit de familie van rifbaarzen en koraaljuffertjes (Pomacentridae). De wetenschappelijke naam van de soort is voor het eerst geldig gepubliceerd in 1829 door Rüppell.